# Dellinger (månekrater)
Dellinger er et nedslagskrater på Månen. Det befinder sig på Månens bagside og er opkaldt efter den amerikanske fysiker John H. Dellinger (1886 – 1962).
Navnet blev officielt tildelt af den Internationale Astronomiske Union (IAU) i 1970. 

## Omgivelser
Dellingerkrateret er forbundet med den sydlige rand af Pannekoekkrateret. Mod sydøst ligger Marconikrateret og mod sydvest ligger Chauvenetkrateret.

## Karakteristika
Den ydre rand i dette krater er eroderet visse steder, herunder en udadgående bule langs den sydlige rand og ellers særligt i den nordlige halvdel. Et par små kratere ligger i den nordvestlige del af kraterbunden.

## Satellitkratere
De kratere, som kaldes satellitter, er små kratere beliggende i eller nær hovedkrateret. Deres dannelse er sædvanligvis sket uafhængigt af dette, men de får samme navn som hovedkrateret med tilføjelse af et stort bogstav. På kort over Månen er det en konvention at identificere dem ved at placere dette bogstav på den side af satellitkraterets midte, som ligger nærmest hovedkrateret. Dellingerkrateret har følgende satellitkratere:
| Dellinger | Længde | Bredde   | Diameter |
| --------- | ------ | -------- | -------- |
| B         | 5,5° S | 141,1° Ø | 53 km    |
| U         | 6,3° S | 136,8° Ø | 16 km    |

## Måneatlas
- Billeder af Dellingerkrateret i LPI-måneatlasset